# Toyota Fortuner
 (mars 2021).
Si vous disposez d'ouvrages ou d'articles de référence ou si vous connaissez des sites web de qualité traitant du thème abordé ici, merci de compléter l'article en donnant les références utiles à sa vérifiabilité et en les liant à la section « Notes et références ».
Le Toyota Fortuner est une version fermée du Toyota Hilux vendue en Afrique, Asie, Amérique latine. Il n'est pas vendu en Europe et Océanie où est proposé le Toyota Land Cruiser Prado ni au Japon et en Amérique du Nord où sont proposés les Toyota 4-Runner/Hilux Surf.

## Première génération (2004-2018)
La première génération de la Toyota Fortuner fut dévoilée en décembre 2004 lors du Thailand International Motor Expo et fut commercialisée à compter de début 2005. Elle s'est positionnée comme un 4x4 moyen, entre le Toyota RAV4 et le Toyota Land Cruiser.

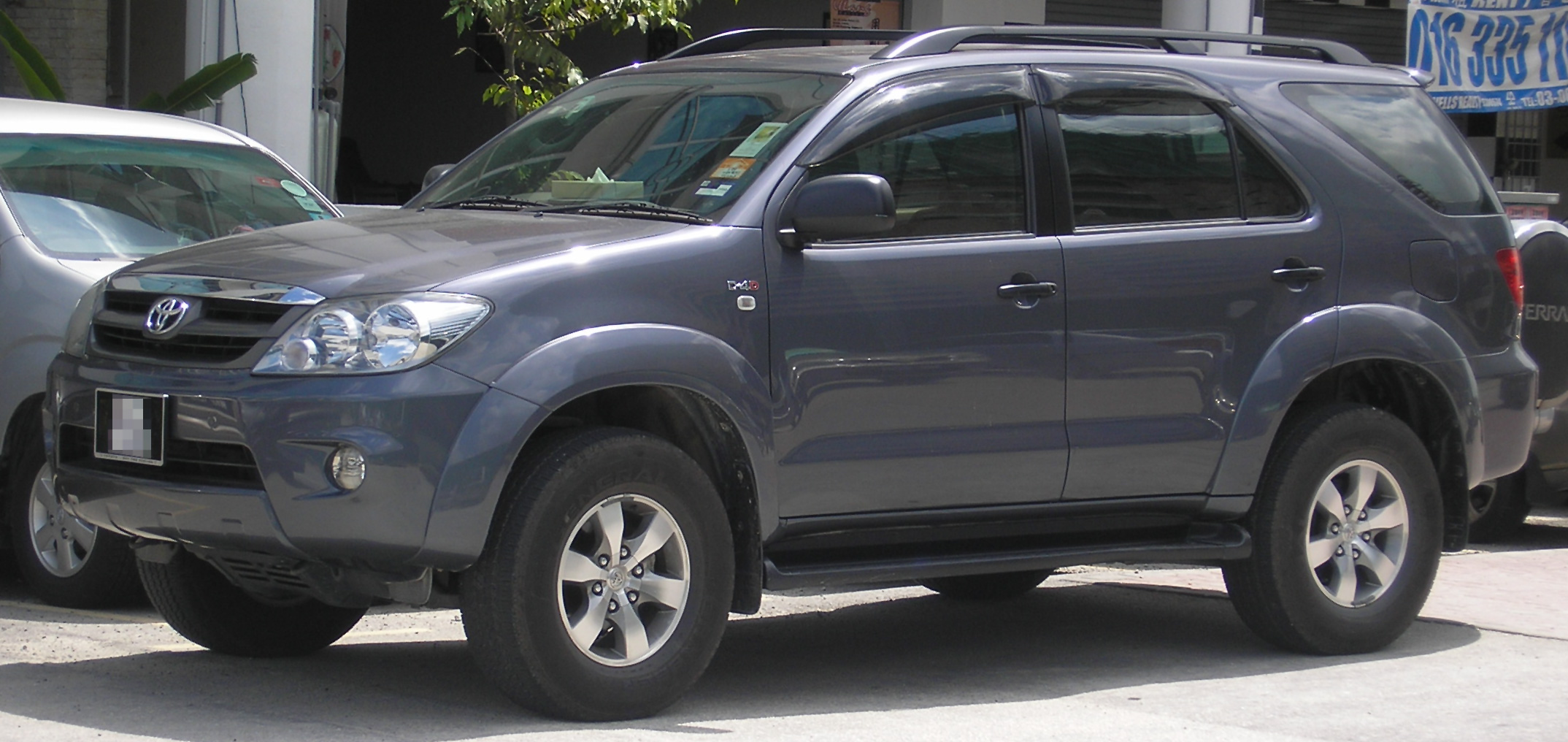
Phase 1 en Malaisie
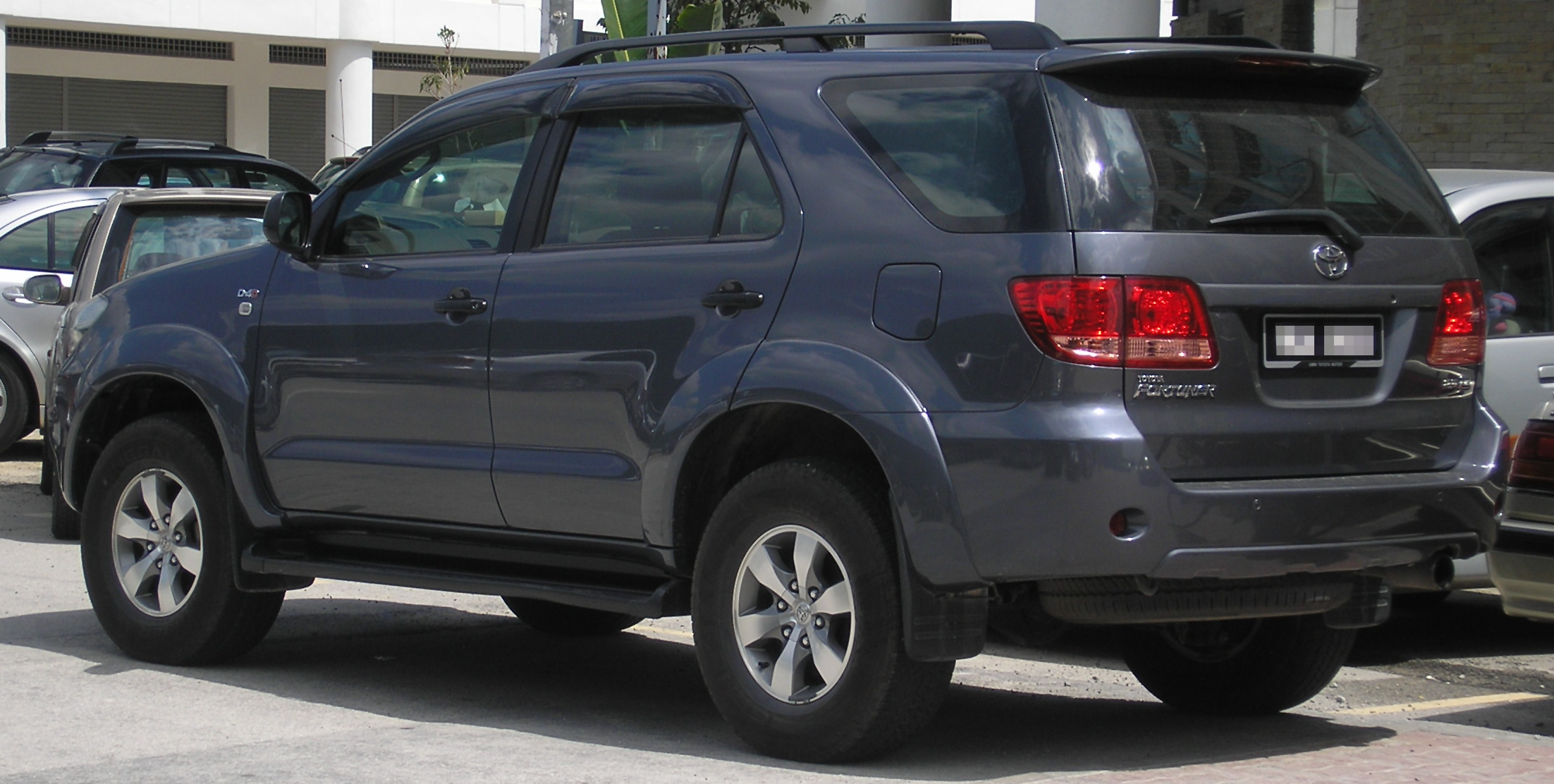
Phase 1 en Malaisie
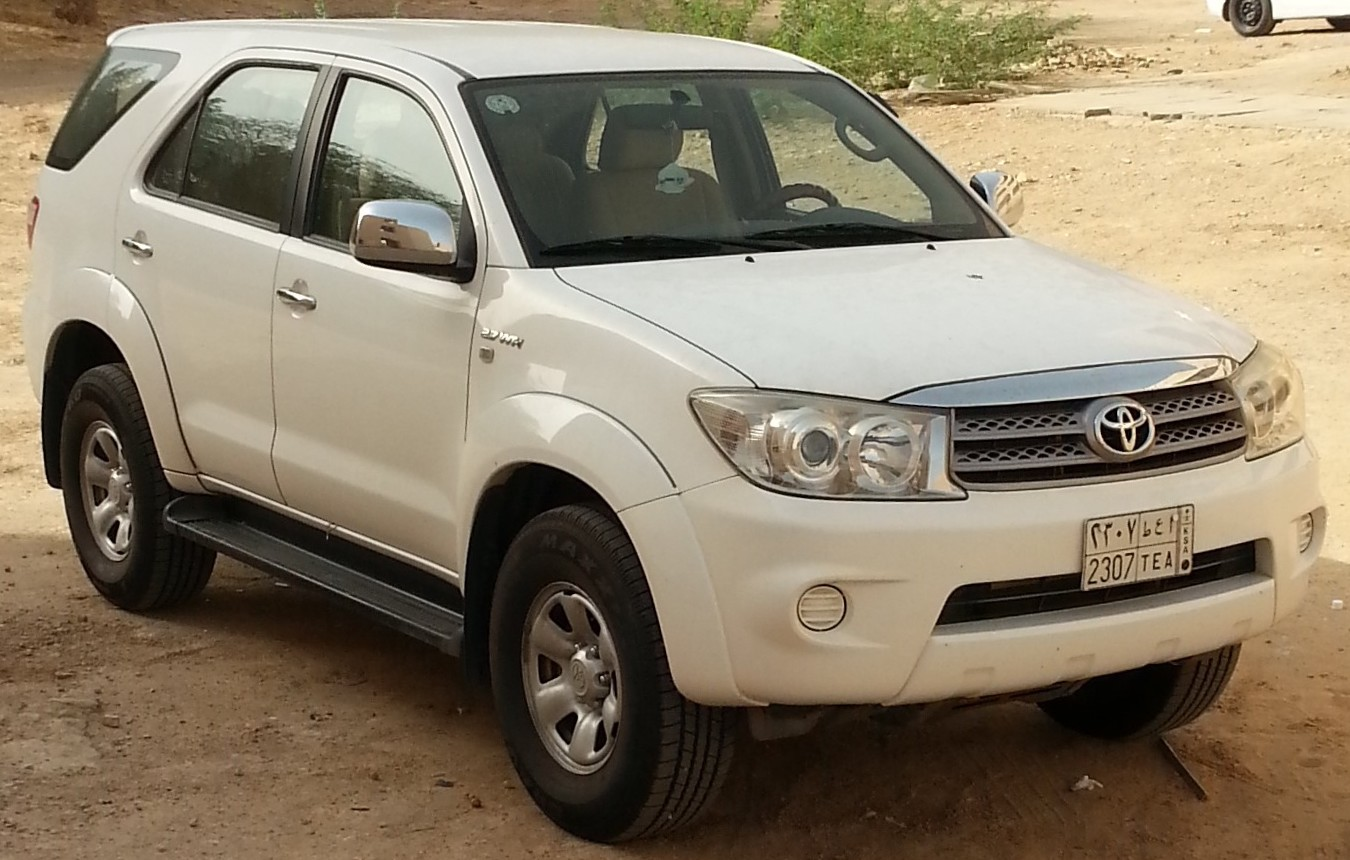
Phase 2 en Arabie Saoudite
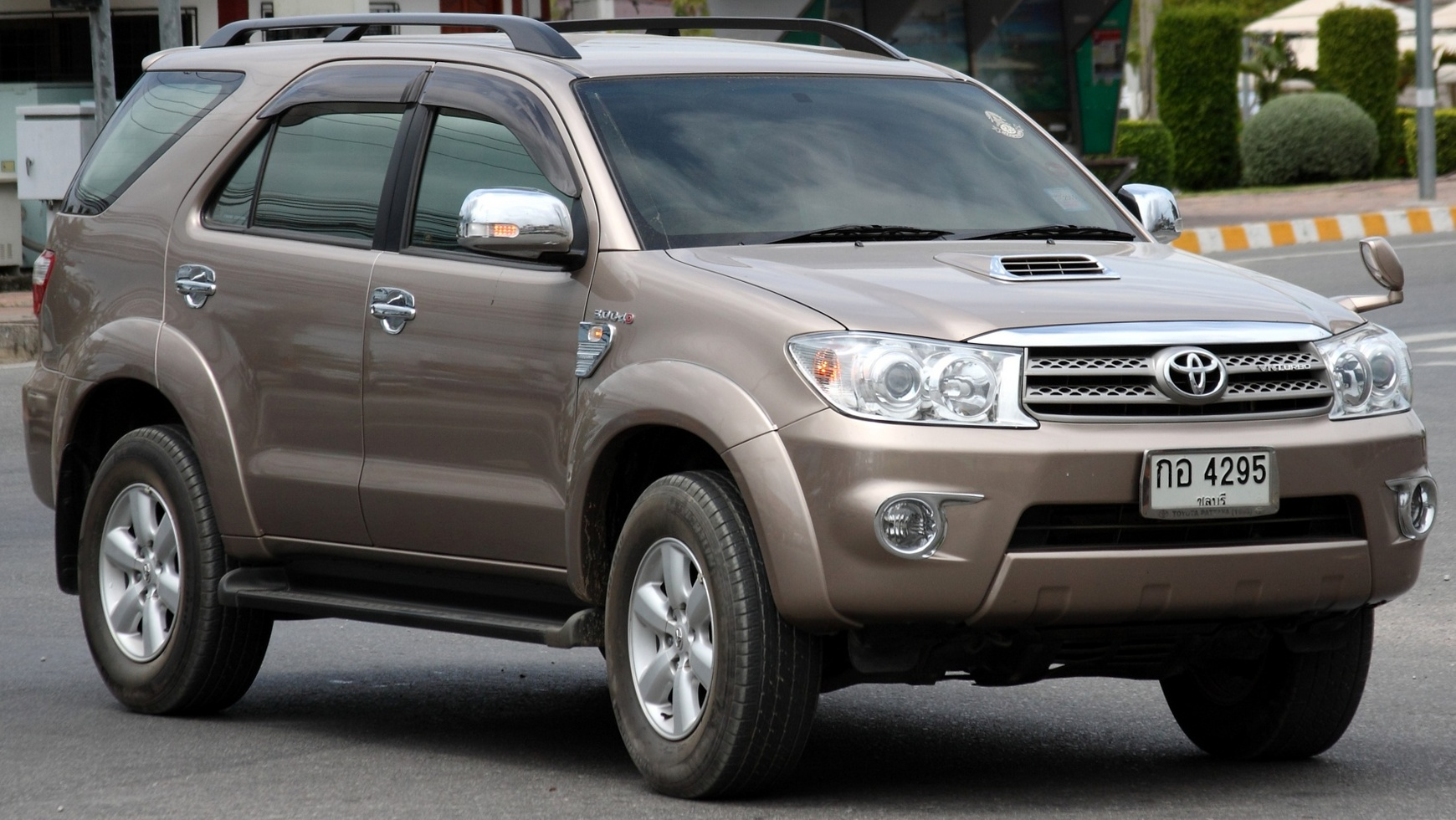
Phase 2 en Thaïlande
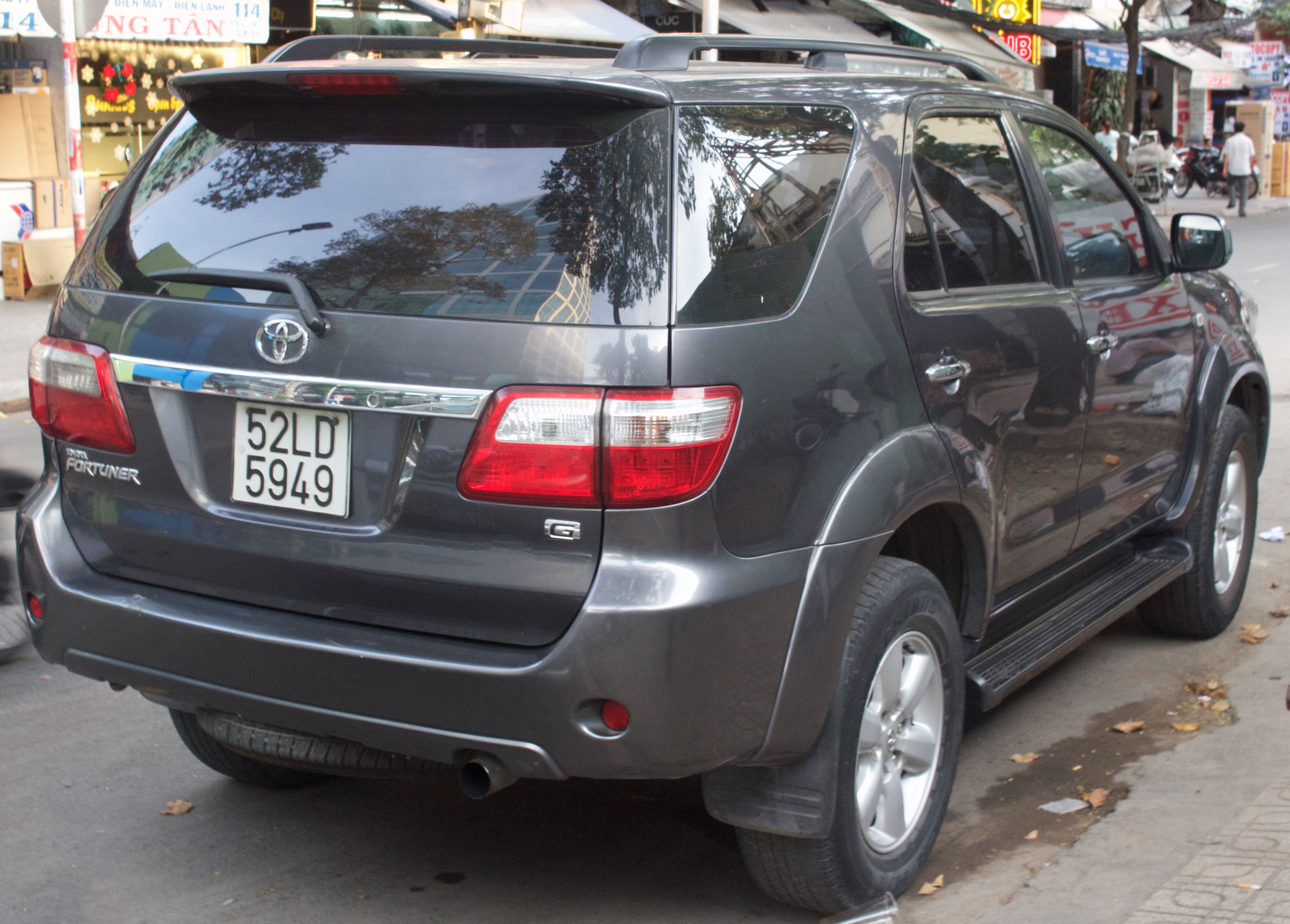
Phase 2 au Vietnam
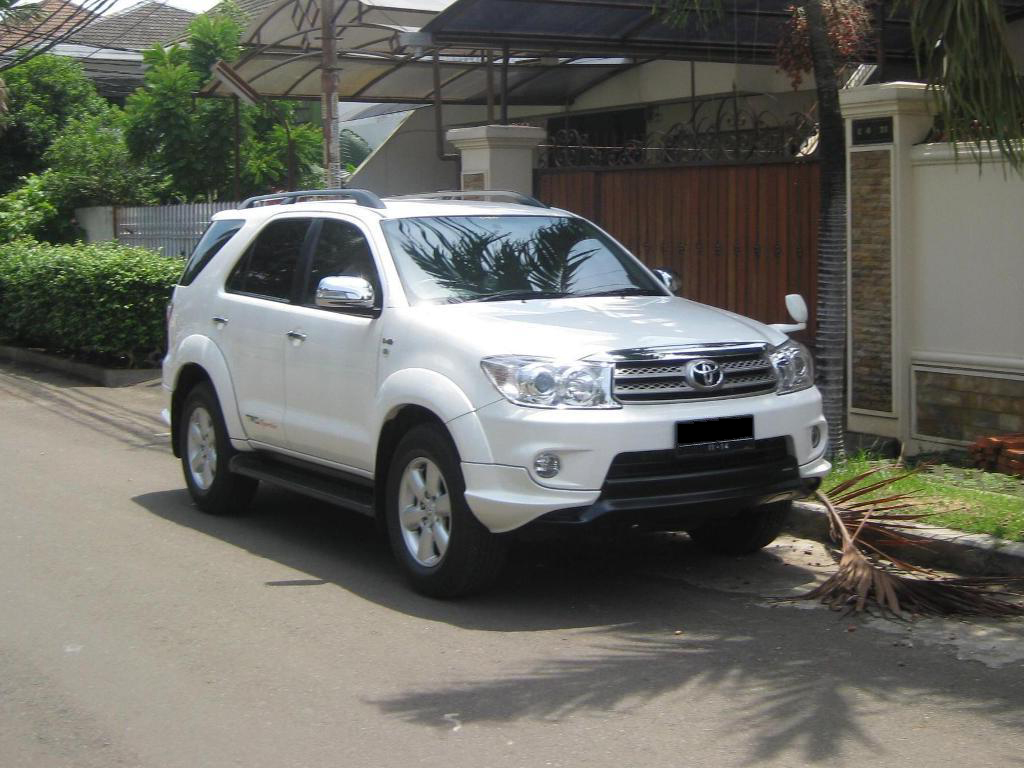
Phase 2 en Indonésie
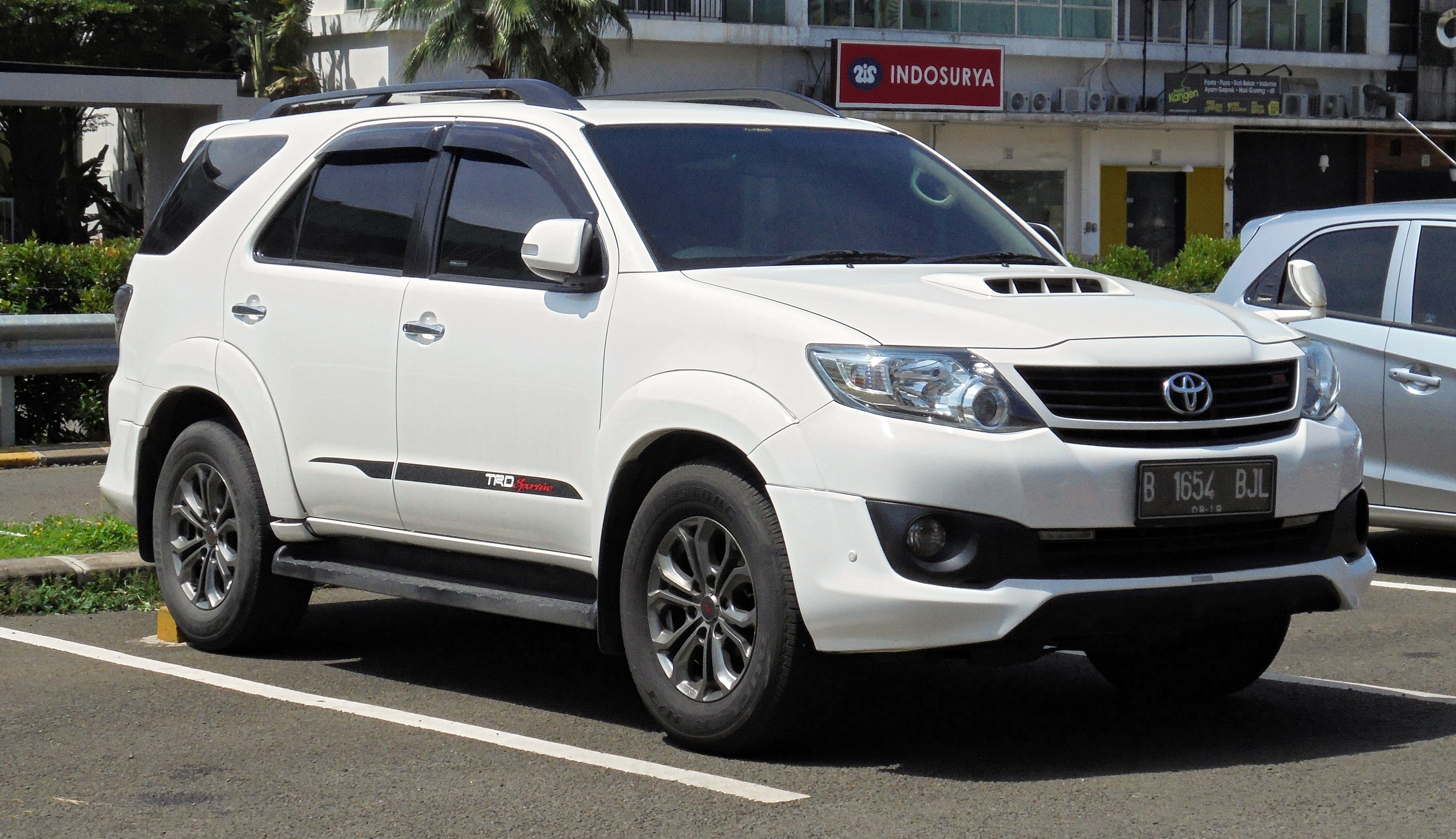
Phase 3 en Indonésie
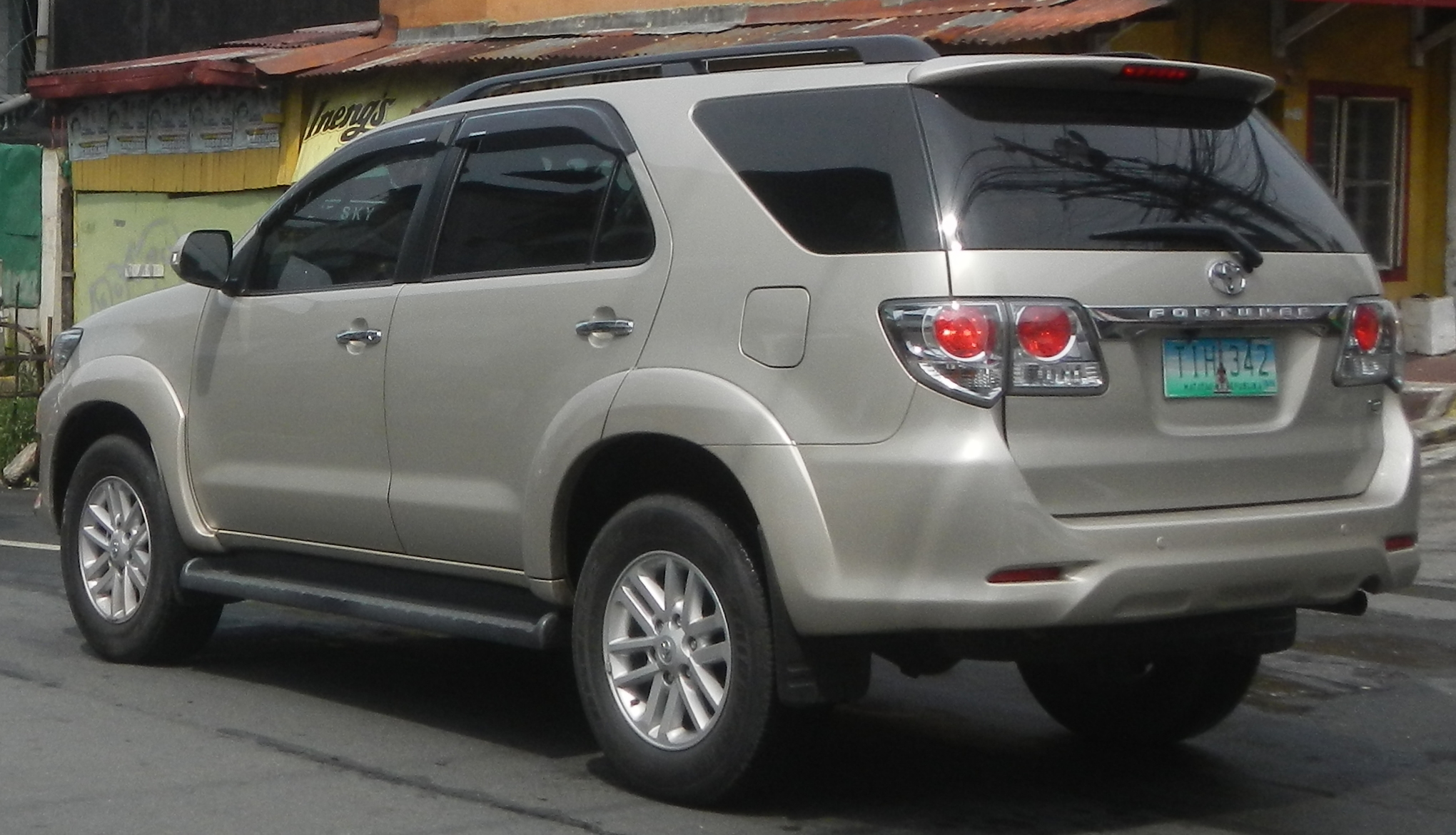
Phase 3 au Philippines
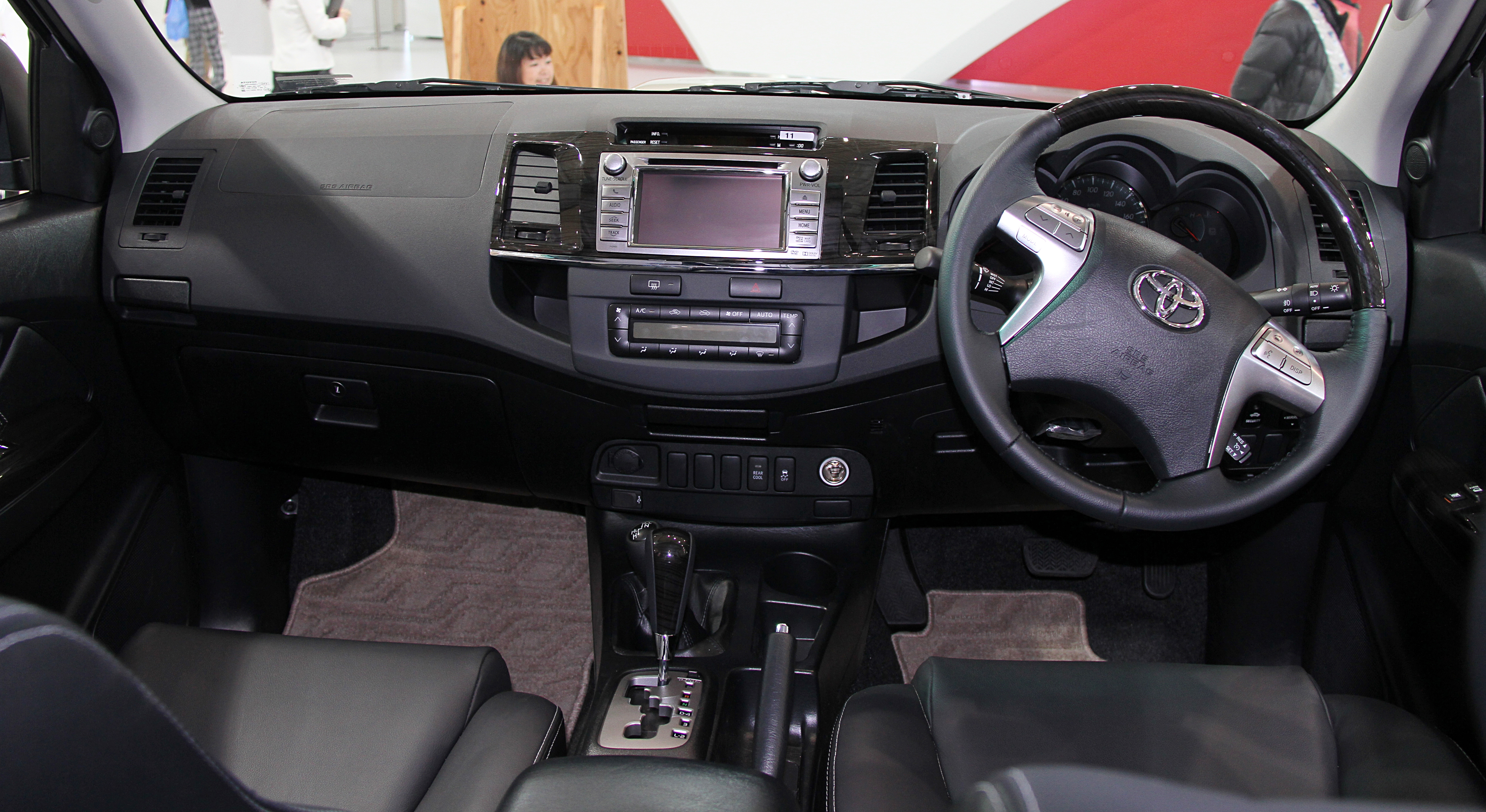
Intérieur de la Phase 3

## Deuxième génération (2015-2023)
La seconde génération du Toyota Fortuner fut dévoilée le 16 juillet 2015, simultanément en Australie et en Thaïlande.Elle reprend le design "Keen Look" commun aux Fortuner et Hilux qui partagent le même chassis, transmission et motorisations. 
Du côté des motorisations, les moteurs essence de 2,7 et 4,0 litres voient leur fonctionnement amélioré avec une admission variable VVT-i alors que deux nouveaux diésels font leur apparition.
La transmission n'est plus à 4 roues motrices permanent mais à 2 roues motrices pouvant passer, en cas de besoin, à 4 roues motrices.

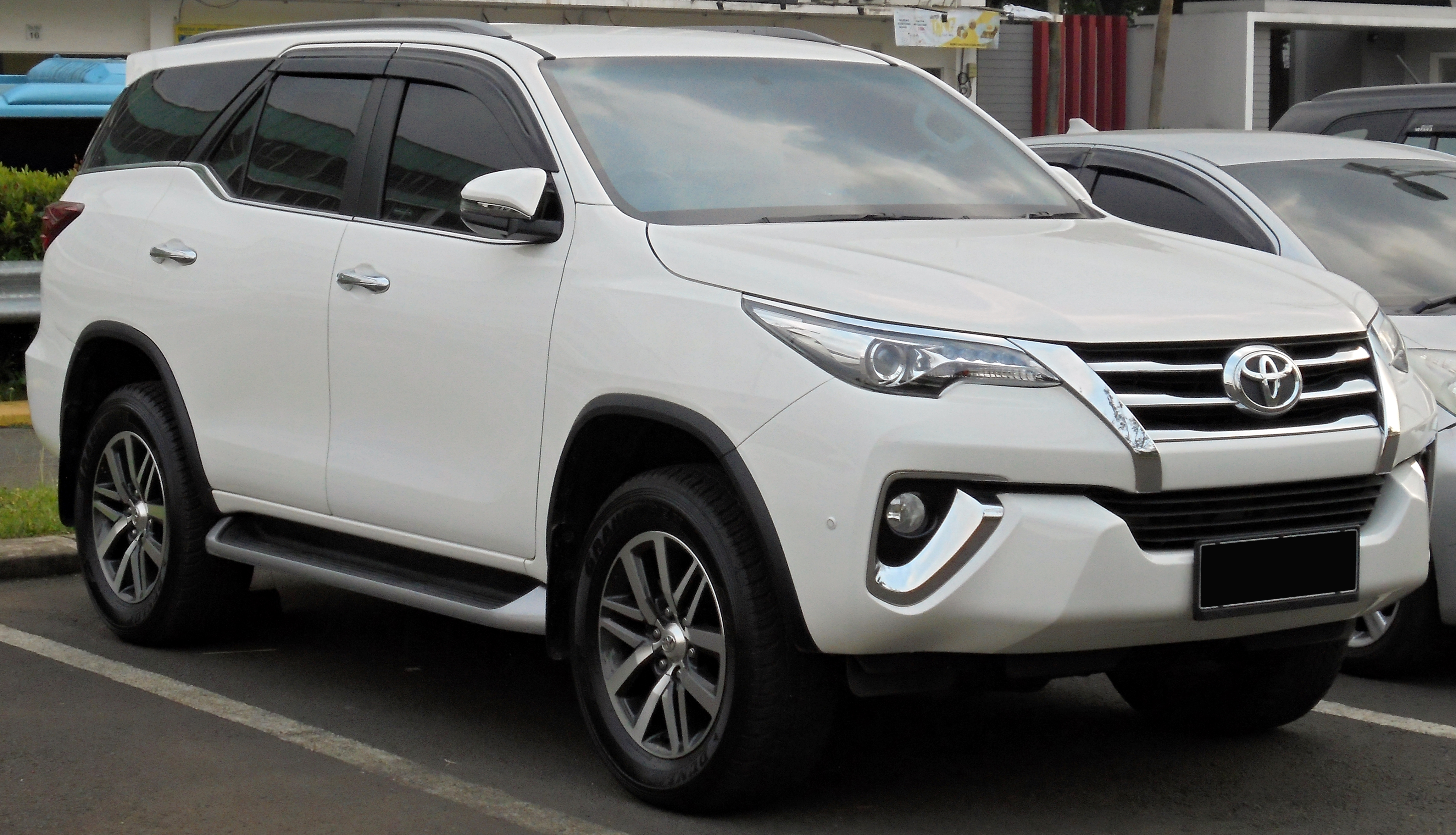
Phase 1 en Indonésie
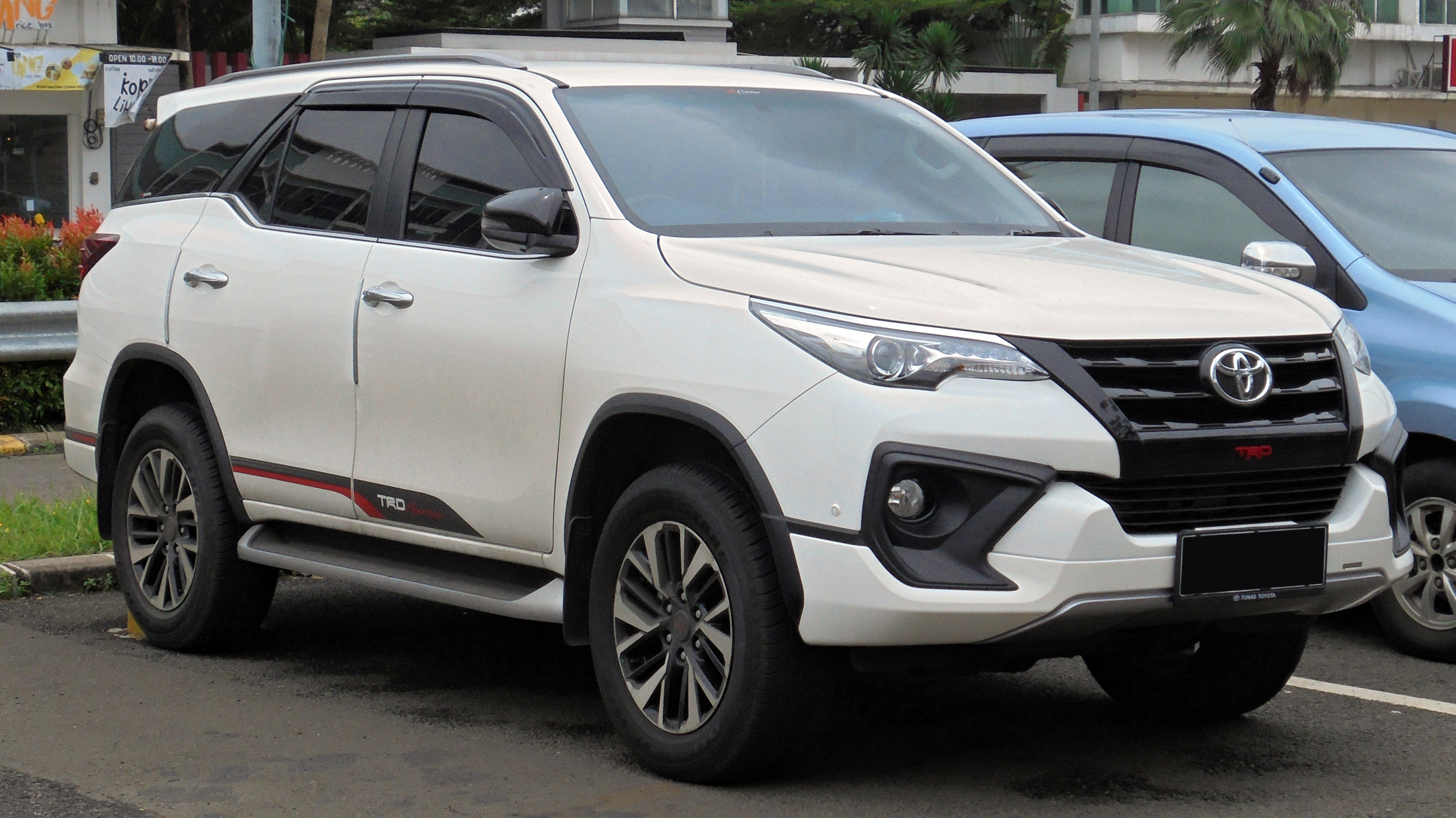
Phase 1 en Indonésie
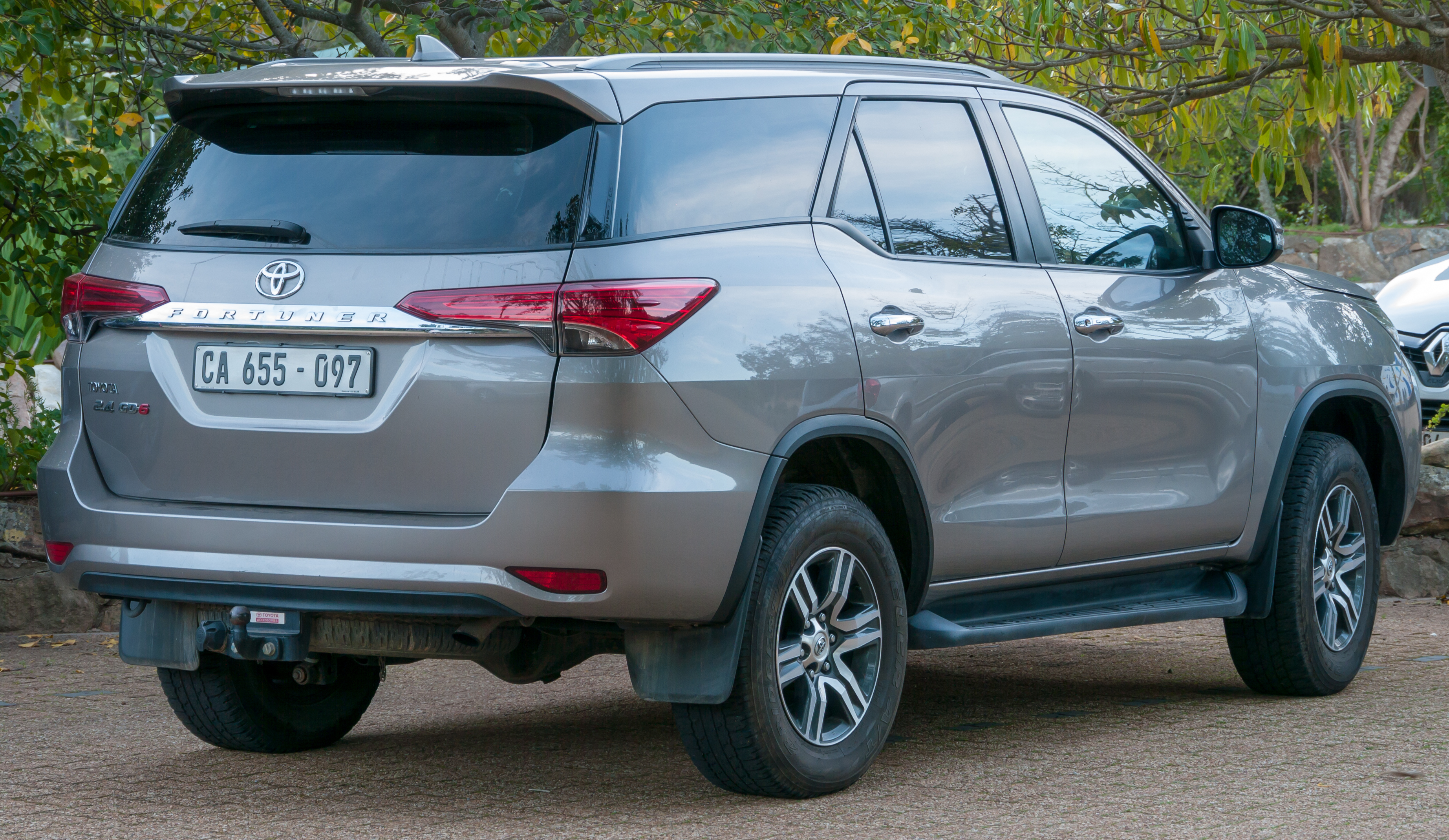
Phase 1
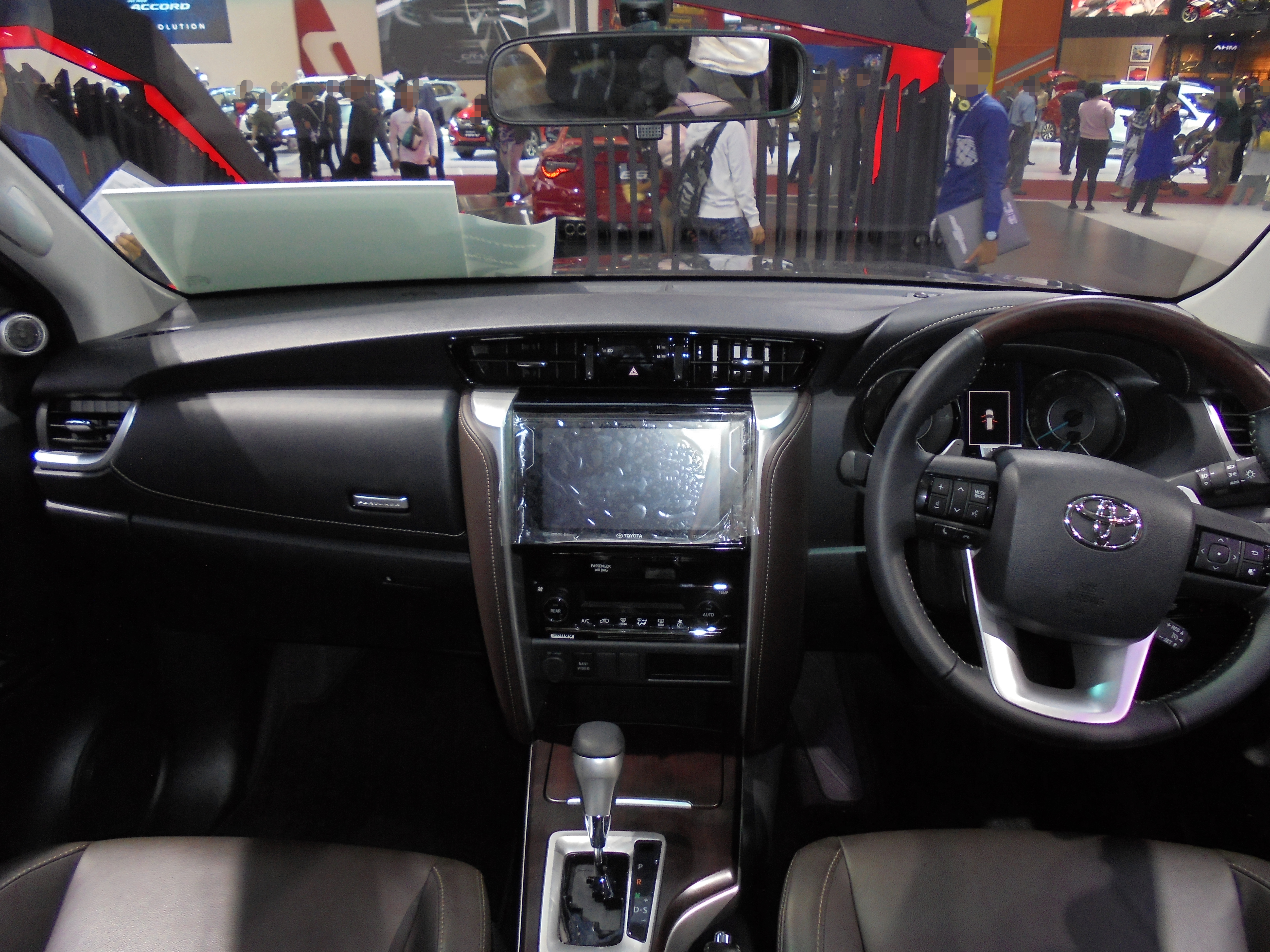
Intérieur de la Phase 1
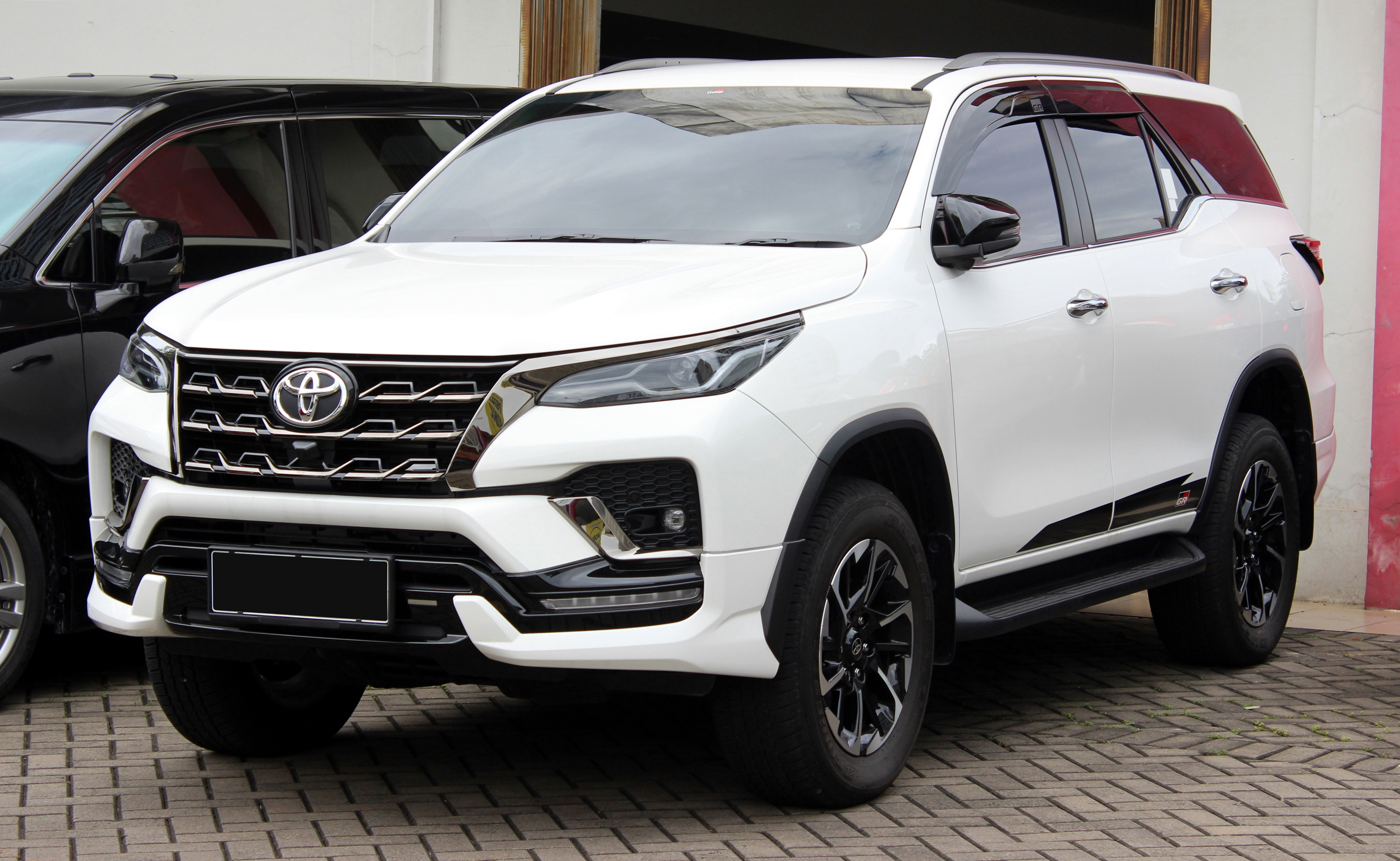
Phase 2 en Indonésie
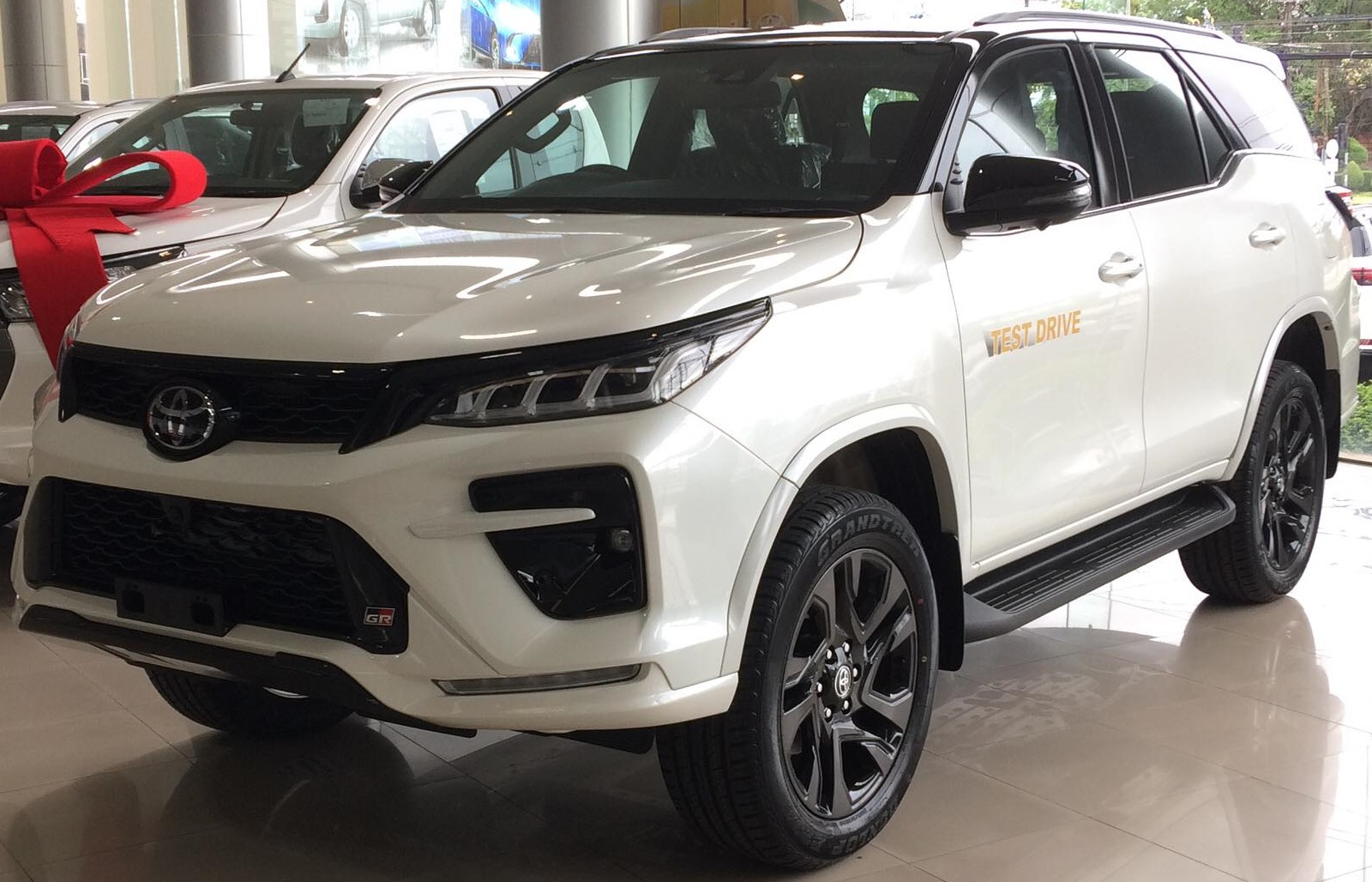
Phase 2 en Thaïlande
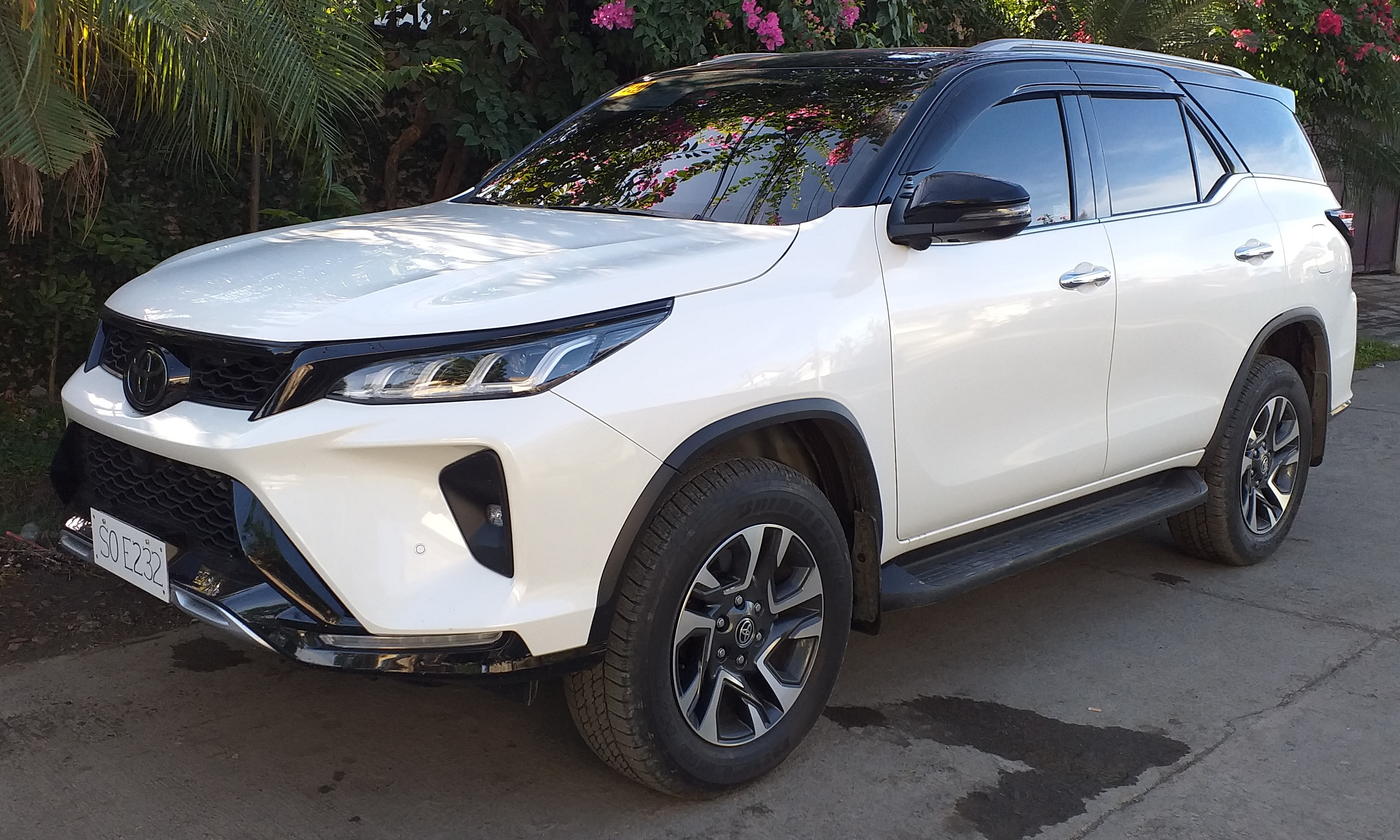
Phase 2 aux Philippines
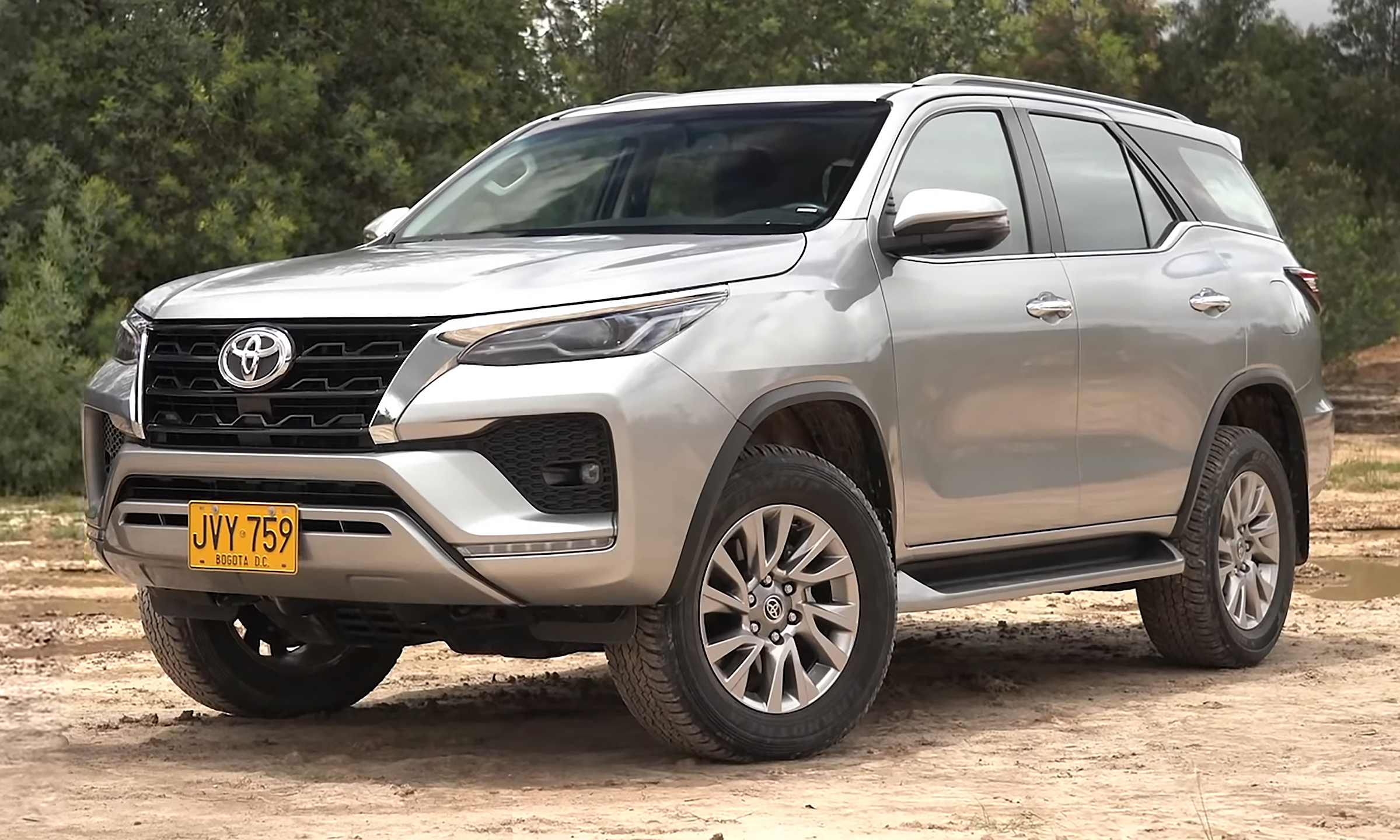
Phase 2 en Colombie
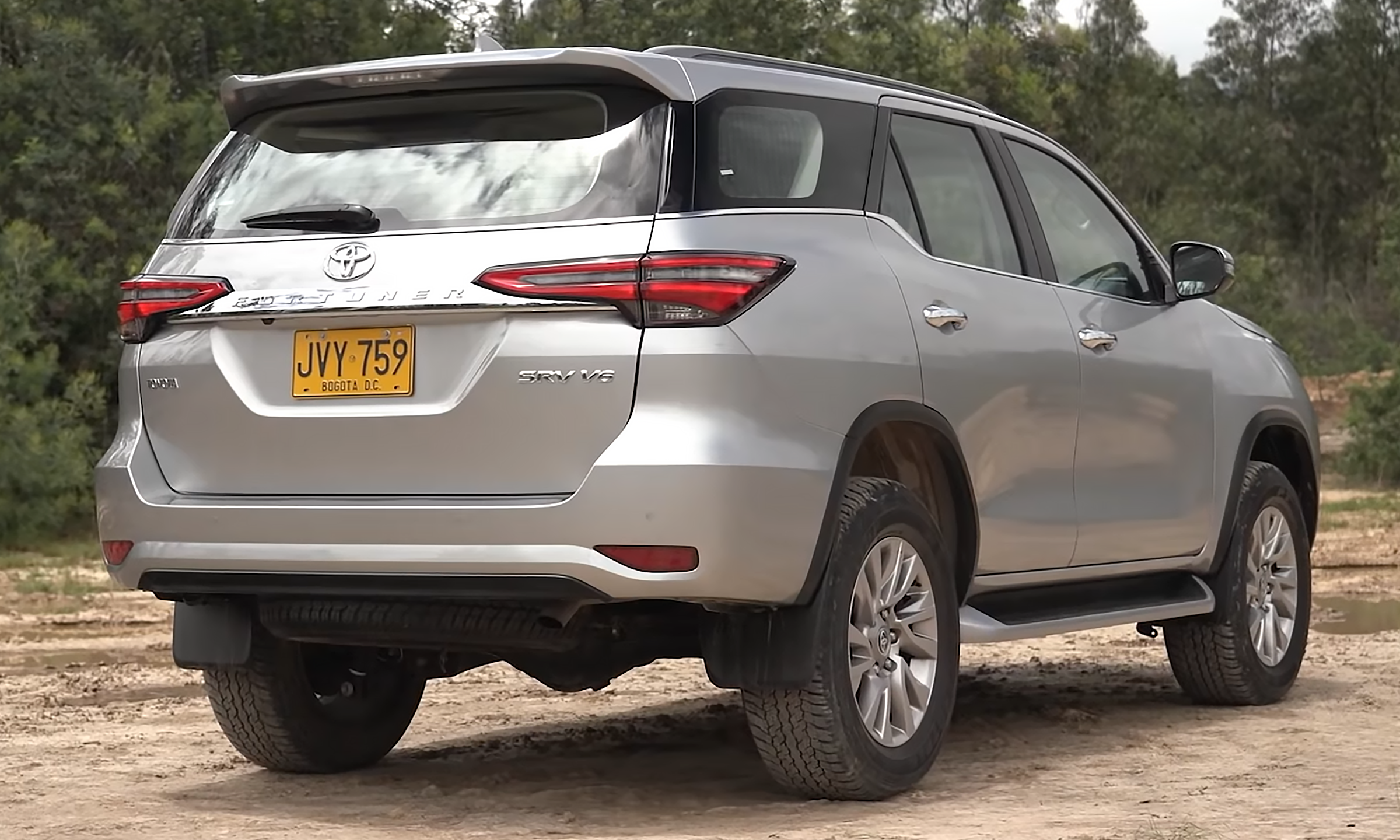
Phase 2 en Colombie